# Cosmorhoe opistholasia
Cosmorhoe opistholasia là một loài bướm đêm trong họ Geometridae.